# Been (materiaal)

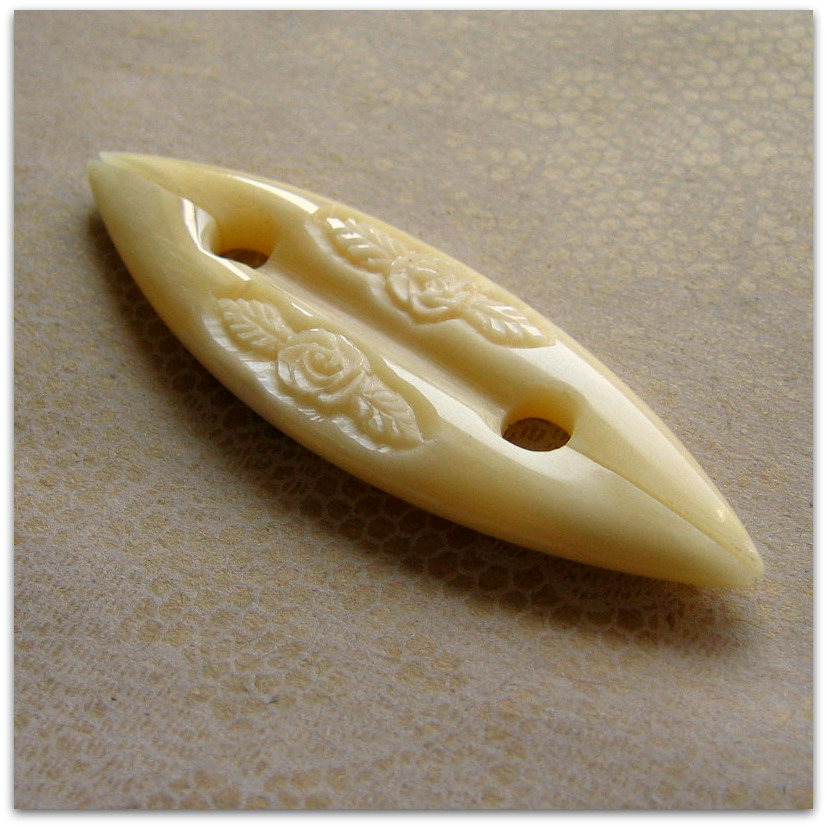
Tatoeërschuit gemaakt uit buffelbotten

Been is het materiaal dat gemaakt is uit de botten van dieren. 
Been wordt al sinds de oudheid gebruikt om gereedschappen en sieraden van te maken. Soms omdat het van nature al een geschikte vorm had (runderschouderbladen werden in de prehistorie als schep gebruikt), soms omdat het sterk en hard was, soms omdat er geen ander materiaal voorradig was (Eskimo's, op schepen).